# 中央軍事委員会訓練管理部
中央軍事委員会訓練管理部 (ちゅうおうぐんじいいんかいくんれんかんりぶ、中国語:中央军委训练管理部) は、中華人民共和国の最高軍事機関である中華人民共和国中央軍事委員会(CMC)の下に配置され、中国人民解放軍および中国人民武装警察軍の訓練と管理に焦点を当てている組織である。

## 概要
訓練管理部は軍の訓練計画を策定し、これを実施して兵士たちの戦闘力を向上させる役割を果たしている。戦術的なスキルの向上や最新の戦略的アプローチへの適応が含まれており、兵士たちに対しては訓練部は高度な戦術や作戦の指導を徹底して、最新の技術や軍事動向に即座に対応できるように訓練している。
また、訓練管理部は軍の訓練施設や設備を管理しこれらを最適な状態で維持することで効果的で効率的な訓練活動を実施できるように貢献している。物理的な訓練場だけでなく、シミュレーションや最新の技術を駆使したトレーニングも含まれている。
兵士らの職業訓練も同部の責務であり、専門性や専門技能の向上を図っている。これにより複雑な現代の安全保障環境に対応できる戦力の育成が行われている。